# Mera (Rússia)
Mera (rus: Мера) és un poble de l'óblast d'Ivànovo, a Rússia, que en el cens del 2010 tenia 20 habitants.